# Eve Muirhead
Eve Muirhead (født 22. april 1990) er en britisk curlingspiller. 
Eve er datter af Gordon Muirhead, der vandt sølv i to curling-verdensmesterskaber. 
Muirhead var skipper for det britiske hold under vinter-OL 2010 og 2014.
I 2020 blev Muirhead udnævnt til medlem af Order of the British Empire (MBE).
Under vinter-OL 2022 i Beijing tog hun guld.